# أودريشت ناستوريل
أودريشت ناستوريل، المعروف كذلك باسم أورييل أو أوريل أو إيوريست أو أوريستي، واسمه الأخير كذلك ناستوريلوفيتشي (مواليد 1596 أو 1598- 1658)، هو باحث وشاعر ورجل دولة من منطقة والاشيا، وهو زوج إيلينا استوريل وصهر الأمير ماتي باسراب. اضطلع الثلاثة معًا بإحياء الثقافة في رومانيا ولا سيما في بوخارست وترجوفيشت. ارتقى ناستوريل في صفوف البيروقراطية الوالاشية وعمل في حكومة رادو ميهنيا في مولدافيا، واستمر بالعمل لصالح ماتي باساراب محاسبًا. في منصبه، كان مسؤولًا عن المراسلات الدولية وذهب في رحلات دبلوماسية عبر أوروبا الوسطى، بينما أشرف كذلك على المطابع. عُيّن البويار الفخري لمحافظة هيريشتي، المعروف آنذاك باسم فيريشتي وفييرشتي، حيث بنى قصرًا يُعتبر مثالًا على عمارة عصر النهضة، ما أكسبه شهرة إقليمية.
كان ناستوريل في طليعة المدافعين عن اللغة السلافونية للكنيسة القديمة، وهو أحد آخر الدعاة فيها، إذ درّس الأدب الروماني للطلاب في المدرسة في تارغوفيت. تضمنت أشكاله المفضلة للتعبير كتابة المقالات ومقدمات السجع، ولكنه أتقن كذلك الرد على نمط البلاسون الشعري بالسلافونية، والذي دام تأثيرها قرنين من الزمان، وكانت، وفقًا لبعض الروايات، أول قصيدة معروفة لروماني. استخدم ناستوريل، الذي أشار إلى الأصل اللاتيني للشعب، اللغة العامية الرومانية، وأصدر ترجمة خاصة بقصة بارلام ويهوشافاط. في أعماله الأصلية، تتجلى الباروكية في موضوعاته وغموضه اللغوي، بينما ارتبطت أيديولوجيته الأساسية بإنسانية عصر النهضة. كان لاهوتيًا أرثوذكسيًا شرقيًا وكتيتورًا في مدينة والاشيا، ومع ذلك انجذب إلى أفكار الإصلاح المضاد، وروج دعاية مستوحاة من الكاثوليكية ضد الكالفينية. كان ناستوريل على دراية بعصر النهضة اللاتيني والمنحة الدراسية الكلاسيكية، حيث قدم عرضًا سلافونيًا لتقليد المسيح.
تبنى الزوجان الأميران مولود ناستوريل، ماتيه، وجرت تنشئته ليكون وريثًا للعرش، إلا أنه توفي عام 1652، قبل أن يصل مرحلة الرشد. ألهم هذا الحدث ناستوريل لكتابة قصيدته الأخيرة، ضريح تقليدي. توفيت أخته في عام 1653، وصهره بعد عام. شهد ناستوريل صعود قسطنطين شيربان، حيث أُعيد تعيينه لفترة من الوقت للعمل سباتاريوس، على الرغم من كونه أحد أقرباء زعيم المتمردين هريزيا. وصف الأمير الجديد، ميهنيا الثالث، ناستوريل بأنه من البويار الذين يقفون في طريق مشاريعه السياسية، وضمه إلى قائمة المجرمين في إطار عملية التطهير التي نفذها. شُنق في كورتيا فاش ودُنست جثته في شوارع بوخارست. لم يبقَ من ذريته سوى ابنه، رادو توما، الذي شغل مناصب سياسية بارزة في عهد جورج دوكاس. بقيت سلالته المباشرة قائمة حتى وفاة قسطنطين نستوريل هيريسكو عام 1874.

## سيرته الذاتية

### أصوله
على الرغم من مزاعم نشأة عشيرة ناستوريل في مدينة داتشيا الرومانية وصلاتها المزعومة بنبلاء فوغوراس، ثبت انحدار عشيرة ناستوريل من بوياردوم في أواخر القرن الخامس عشر. تؤكد وثيقة كتبها «فلاد فودا»، شقيق رادو العظيم، أنه بحلول عام 1501، كانت عشيرة ناستوريل مؤسسة منذ فترة طويلة واستوطنت في هيراشتي (التي تقع في مقاطعة إلفوف، وحاليًا في جورجيو) وقرى والاشيا الأخرى. تشير الوثيقة نفسها إلى أن فراغوغي، بطريرك الأسرة، كان «من أصحاب السمو»، أي من آل باسارب. جادل مؤلف من القرن التاسع عشر، ديميتري بابازوغلو، كذلك بأن الأسرة كانت على صلة وثيقة بالقرية، وعاصمة بوخارست لاحقًا، ما يشير إلى أنهم من أنشأ كنيسة في دوبوتيزا. أشار كذلك إلى أن هيراشتي سُميت بهذا الاسم نسبة إلى بطريرك العائلة، «الكونت» هيريا ناستوريل. في عام 1600، تزوج والد ناستوريل، بوستلنيك ولوغثيت رادو ناستوريل، بديسبينا، المعروفة باسم كالا في بعض المصادر، وربما ابنة البويار رادو كالومفيريسكو.
ترجح بعض المصادر أن ناستوريل ولد في عام 1596، على الرغم من أن مصادر أخرى تقترح عام 1598 كذلك. يُعتقد أنه من مواليد هيراشتي، والتي وصفها ذات مرة بأنها «قريته الأبوية». أنجب رادو وديسبينا ولدين آخرين، هما شيربان وكازان، ويُرجح أن كليهما أكبر من ناستوريل. اشتُق اسمه الأول، أودريشت، من اسم «أدريان». أخطأ ناستوريل الاعتقاد، كغيره من العلماء، أن اسمه مشتق من اسم «أورييل» ويشبه «أوريستيس» كذلك، واعتاد التوقيع أحيانًا باسم أوري أو أوريست أو إيوريست. استخدم أحيانًا اسم ناستوريلوفيتشي للدلالة على اسمه الأخير البديل، وكتبه مع لاحقة سلافية، كما كان منتشرًا بين البويار المثقفين.